# San Giorgio Morgeto
San Giorgio Morgeto är en ort och kommun i storstadsregionen Reggio Calabria, innan 2017 provinsen Reggio Calabria, i regionen Kalabrien i Italien. Kommunen hade 3 047 invånare (2017).